# محوطه قزلرقلعه کورنان
محوطه قزلرقلعه کورنان مربوط به دوره اشکانیان است و در شهرستان اسفراین، بخش بام و صفی آباد، دهستان بام، روستای کورنان، ۷۰۰ متری شمال شرق واقع شده و این اثر در تاریخ ۱۸ شهریور ۱۳۸۷ با شمارهٔ ثبت ۲۳۲۰۰ به‌عنوان یکی از آثار ملی ایران به ثبت رسیده است.